# Evgheni Prigojin
Evgheni Viktorovici Prigojin (n. 1 iunie 1961, Leningrad, RSFS Rusă, URSS – d. 23 august 2023, Kujenkino⁠(d), Regiunea Tver, Rusia) a fost un om de afaceri rus, oligarh; personalitate publică, militară și politică, un fost apropiat al președintelui Rusiei, Vladimir Putin..
A controlat grupul Wagner, o structură de mercenari susținută de guvernul rus, care este implicată în conflicte militare în Africa, Siria, Ucraina și alte regiuni ale lumii, precum și companiile (Agenția de Cercetări pe Internet și altele) acuzate că s-au amestecat în alegerile din SUA din 2016 și 2018.  Activitățile lui Prigojin au fost strâns legate de Ministerul Rus al Apărării⁠(en)[traduceți] și de departamentul său de informații, GRU. Unele companii deținute de Prigojin s-a ocupat cu hrana celor mai înalți oficiali ai guvernului rus, iar restaurantele și întreprinderile sale de deservire au găzduit mese la care a participat Putin cu demnitari străini și de aceea Prigojin a fost porecit „bucătarul lui Putin” în mass-media.
Publicația „Delovoi Peterburg” în evaluarea miliardariilor din 2019 îl plasa pe Prigojin pe locul 72, estimându-i averea la 14,6 miliarde de ruble. În 2016 a fost inclus în lista celor mai influente 30 de persoane din Sankt Petersburg conform publicației „Gorod 812”. Din 2016 a fost sub sancțiunile Statelor Unite, din 2020 - sub sancțiunile Uniunii Europene și ale Marii Britanii, din 2022 - ale Australiei, Canadei și Japoniei.
La 23 august 2023, la exact două luni după rebeliune, Prigojin a fost ucis împreună cu alte nouă persoane în urma prăbușirii unui avion de afaceri în regiunea Tver, la nord de Moscova. The Wall Street Journal a citat surse din cadrul guvernului american care au declarat că prăbușirea a fost probabil cauzată de o bombă la bord sau de "o altă formă de sabotaj".